# Louise Bennett-Coverley
Louise Bennett-Coverley (született: Louise Simone Bennett, művésznevén: Miss Lou; Kingston, 1919. szeptember 7. – Toronto, 2006. július 26.) jamaicai író, költő, színész, énekes, folklorista, aki a magyar tévénézők számára a Kincs, ami nincs című vígjáték bölcs törzsi vezetője szerepében (Mama) vált ismertté.

## Élete

### Korai évek
Bennett 1919 szeptemberében született a kingstoni North Street-en, Jamaicán. Apja, Augustus Cornelius Bennett pék, anyja, Kerene Robinson varrónő volt, akiknek ő volt az egyetlen gyermekük. Apja 1926-ban bekövetkezett halála után anyja és nagyanyja nevelte. Az általános iskola után 1933 és 1936 között a St. Simon's College középiskolába, majd az Excelsior College magániskolába járt. Az Excelsiorban lehetősége adódott a művészi önkifejezésre, mely már gyermekkorában megmutatkozott versek formájában. Az iskolában fellépett a Christmas morning koncerten, ahol énekével nagy sikert aratott, majd 1939-ben már színdarabban is játszott.

### Kezdeti sikerek
Louise Bennett első könyve 1942-ben jelent meg (Jamaica) Dialect Verses címmel. 1943-ban beiratkozott a Highgate-ben lévő Friends' College-be, ahol jamaicai folklórt és szociológiát hallgatott. Ugyanebben az évben, 1943. május 23-án jelent meg első verse a Sunday Gleaner hasábjain, melyet vasárnaponként továbbiak követtek. Jamaicai angol nyelven írt versei óriási sikert arattak. Templomokba, női klubokba, színművészeti fesztiválokra hívták meg, hogy adja elő műveit. Rajongói kezdték Miss Lulunak, illetve Miss Lounak szólítani. Játszott varietéműsorban és pantomim előadáson is. 1943 végén jelent meg második könyve Jamaican Humour in Dialect címmel, melynek előszava már úgy mutatja be őt, mint akit "nem kell bemutatni a jamaicai közönség előtt, akiknek szívébe lopta magát". 1944-ben közreműködött a Jamaicai Nőszövetség megalapításában és segédkezett a szervezet népszerűsítésében, majd év végén kiadta következő könyvét Anancy Stories and Poems in Dialect címmel. Ekkor érezte magában a szükségét annak, hogy előadóművészi, illetve színészi játékát tárgyi tudással is megalapozza.

### Angliai tartózkodás
1945-ben aztán elnyerte a British Council ösztöndíját London leghíresebb drámaiskolájába, a Royal Academy of Dramatic Art-ba (RADA). Még tartott a második világháború, amikor az Egyesült Királyságba utazott hajón és vonaton, Miami, New York és Cherbourg érintésével. Útja során, elsőként az Amerikai Egyesült Államokban, szembe kellett néznie a faji elkülönüléssel, mely abban nyilvánult meg, hogy amíg a vonat el nem érte a történelmi Észak és Dél határát jelképező "Mason–Dixon vonalat", addig nem foglalhatta el helyét azon a kocsiosztályon, ahova egyébként a jegye szólt. Ezek után az Atlanti-óceánt átszelő út már sokkal kellemesebben telt, de még erről is azt írta, hogy "én voltam az egyetlen színesbőrű a fedélzeten." Londonba érkezve első éjszakáját egy légoltalmi óvóhelyen kellett eltöltenie. Már a RADA-n eltöltött tanulmányai alatt lehetőséget kapott a BBC-től, hogy rádióműsorokban szerepeljen. Ilyen lehetőség volt a hetente élő közönséggel felvett Caribbean Carnival című műsor 1945 és 1946 között, valamint később, 1950-ben, már a drámaiskola elvégzése - tehát 1947 és Jamaicába való hazaköltözése - után a West Indian Night. Több műsorkészítő cégnek is dolgozott Anglia több pontján.

### Tevékenységei
Bennett 1954. május 30-án feleségül ment Eric Winston Coverley (1911–2002) jamaicai impresszárióhoz, művészeti vállalkozóhoz, aki már régebb óta támogatta Miss Lou művészi pályafutását. A házasságban felvette a Bennett-Coverley családnevet. 1955-ban hazatelepültek Jamaicába, ahol Louise 1959-ig a Jamaica Social Welfare Commissionnak (Jamaicai Szociális Jóléti Bizottság) dolgozott, továbbá a University of the West Indies egyetemen folklórt és színművészetet tanított. 1965-től 1982-ig Miss Lou's Views címmel rádiósorozatot vezetett és 1970-től a Ring Ding gyerekműsor házigazdája is volt. Louise Bennett néven több filmben is feltűnt, így az 1958-as Calypsoban, az 1981-es Kincs, ami nincsben, illetve az 1986-os Club Paradise-ban.

### Időskora
Louise élete utolsó évtizedét a Torontohoz tartozó Scarborough-ban töltötte. Itt hunyt el férje 2002 augusztusában, majd ő maga is 2006. július 26-án. A temetői szertartás után hamvait Jamaicába szállították, ahol nemzeti hősnek kijáró tisztelettel temették el, a National Heroes Parkban. Fabian nevű fia és megszámlálhatatlan tisztelője gyászolta.

## Fordítás
- Ez a szócikk részben vagy egészben  a   Louise Bennett-Coverley című angol Wikipédia-szócikk fordításán alapul.  Az eredeti cikk szerkesztőit annak laptörténete sorolja fel. Ez a jelzés csupán a megfogalmazás eredetét és a szerzői jogokat jelzi, nem szolgál a cikkben szereplő információk forrásmegjelöléseként.